# Ruishton
Ruishton – wieś w Anglii, w hrabstwie Somerset, w dystrykcie (unitary authority) Somerset. Leży 59 km na południowy zachód od miasta Bristol i 211 km na zachód od Londynu. W 2002 miejscowość liczyła 1389 mieszkańców.